# Rita Varola
Rita Varola (Río de la Plata, Buenos Aires) fue una actriz y vedette argentina de mediados del siglo XX.

## Carrera
Escultural figura del teatro de revistas, Rita Varola fue una joven vedette que brilló en las tablas de los más populares teatros de Argentina como fue el Teatro Maipo o el Nacional. Compartió escenas con primeros cómicos como José Marrone, Vicente Rubino, Alfredo Barbieri, Don Pelele, 
En el cine argentino se destacó en la década de 1950 con películas como Mercado de abasto, con dirección de Lucas Demare y protagonizada por Tita Merello y Pepe Arias, Pájaros de cristal con Mecha Ortiz y Alba Arnova, Catita es una dama encabezada por Niní Marshall, y Cinco gallinas y el cielo junto a Narciso Ibáñez Menta, Luis Arata e Irma Córdoba.
En televisión trabajó en el ciclo  Dringue Farías y un sketch en el episodio El petitero con Mara Herrera. En España colaboró con su marido en programas como Los Chiripitifláuticos y Sálvame.
Ya a fines de los 60 se radicó definitivamente en España junto a su marido el libretista Oscar Banegas con quien colaboró en su trabajo para televisión. Benegas murió en 1980, con él tuvo tres hijas.

## Filmografía
- 1957: Cinco gallinas y el cielo.
- 1956: Catita es una dama.
- 1955: Pájaros de cristal.
- 1955: Mercado de abasto.

## Teatro
- Un Gorila en la Corte del Rey Arturo (1959) en el  Teatro El Nacional, con Adolfo Stray, Juan Carlos Mareco (Pinocho), Beba Bidart, Dorita Burgos, Roberto García Ramos, Ángel Eleta y Susana Brunetti.

- Arturo en el País de la Mala Leche (1960) en el Teatro El Nacional, dirigida por Carlos A. Petit, con Adolfo Stray, Tito Lusiardo, Severo Fernández, Nené Cao, Roberto García Ramos, Nora Nuñez y May Avril.
- ¡Qué blancos están los negros! (1960), con Alfredo Barbieri, Don Pelele, Hilda Mayo, Rafael Carret y Susana Rubio.
- ¡El que fue a sevilla... perdió su silla! (1960) con Pepe Marrone, Juanita Martínez, Ligia Berg e Hilda Mayo.
- Todo bicho que conintes... va a parar al Otamendi!!! (1960).
- ¡Chorros de petróleo! (1961) , en el Teatro El Nacional con Adolfo Stray, Bob Bromley, Hermanas Berón, Beba Bidart, Vicente Formi, Juan Carlos Mareco (Pinocho), Roberto García Ramos, Susana Brunetti, Ángel Eleta, Pepe Parada, Miguel Cossa y Dorita Burgos.
- La revista de Buenos Aires con los Mac Ke Mac y el Quinteto Real.